# Băbăița
Băbăița (wymowaⓘ) – wieś w Rumunii, w okręgu Teleorman, w gminie Băbăița. W 2011 roku liczyła 1916 mieszkańców.